# جيمس هاريس سيمونز
جيمس هاريس سيمونز (بالإنجليزية: James Harris Simons) (25 أبريل 1938 – 10 مايو 2024) هو رياضياتي، وخبير مالي، وشخصية أعمال، وأستاذ جامعي أمريكي، ولد في نيوتن، وهو عضوٌ في الأكاديمية الوطنية للعلوم، والأكاديمية الأمريكية للفنون والعلوم.

## التعليم
تعلم في معهد ماساتشوستس للتكنولوجيا، وجامعة كاليفورنيا، بركلي.

## جوائز
حصل على جوائز منها:
- ميدالية موتا جوزيبي  [لغات أخرى]‏ (2007)
- Oswald Veblen Prize in Geometry [الإنجليزية]‏ (1976).